# Papilio cresphontes
Grand porte-queue
Pour l'autre espèce appelée « Machaon géant », voir Machaon (papillon).
Espèce
Le Machaon géant (Papilio cresphontes) est une espèce d'insectes lépidoptères qui appartient à la famille des Papilionidae, à la sous-famille des Papilioninae et au genre Papilio.

## Dénomination
Il a été nommé Papilio cresphontes par Pieter Cramer en 1777.
Synonyme : Heraclides oxilus Hübner, [1819].

### Noms vernaculaires
- en français : le Grand porte-queue (nom qui désigne aussi une autre espèce du genre : le Machaon, Papilio machaon)

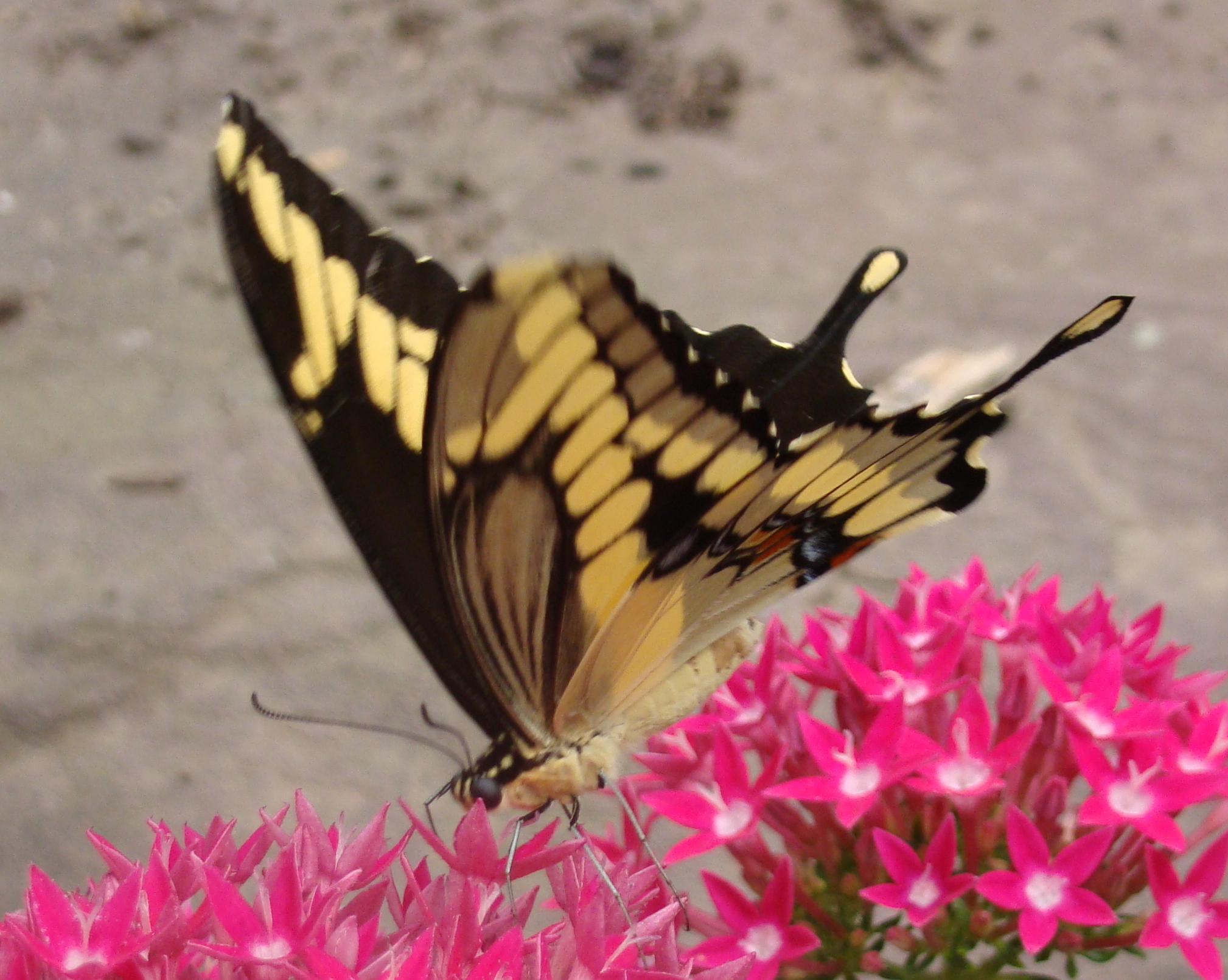
revers de Papilio cresphontes.

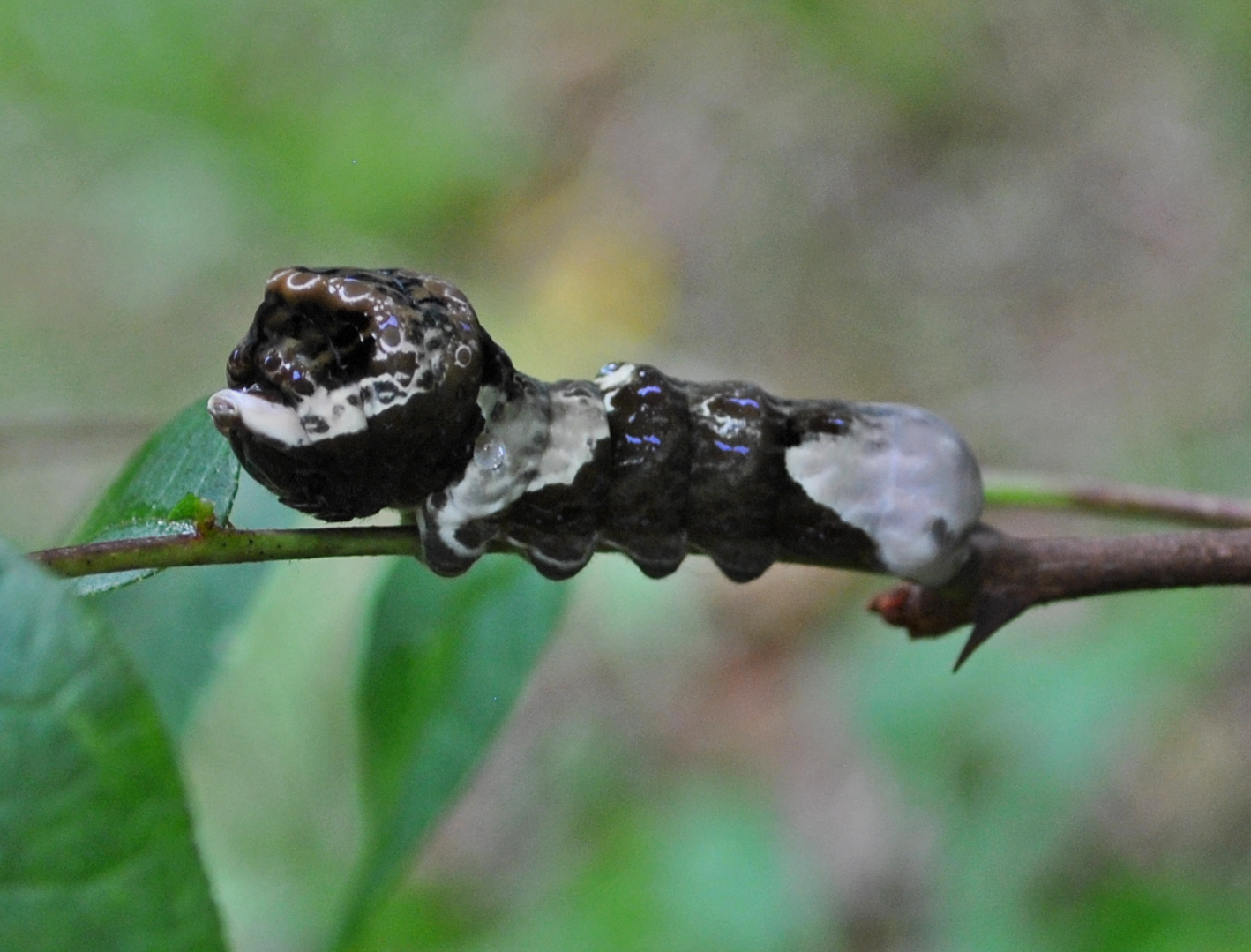
chenille de Papilio cresphontes.

- en anglais : giant swallowtail[1]

## Description
Le Grand porte-queue est un grand papillon, le plus grand papillon diurne du Canada (son envergure varie de 83 à 113 mm), de forme vaguement triangulaire, de couleur marron ornementé de bandes de taches jaune.
L'ornementation forme une bande en diagonale de taches jaune et une ligne submarginale de gros points jaune. Aux postérieures la queue est large marquée d'une tache jaune au centre de son extrémité et il a une lunule anale orange.
Le revers est jaune avec une ornementation marron soulignant les veines.

### Chenille et chrysalide
Les chenilles sont marron avec une tache blanche en forme de selle.

## Biologie

### Période de vol et hivernation
Les imagos volent en deux générations de mai à juillet puis de fin juillet à septembre, avec parfois une troisième génération en septembre.
Ce sont les chrysalides qui hibernent.

### Plantes hôtes
Les plantes hôtes de sa chenille sont diverses : Citrus spp. (Citrus sinensis, Citrus limon, Citrus aurantium, Citrus grandis), Zanthoxylum spp.(Zanthoxylum fagara, Zanthoxylum americanum, Zanthoxylum clava-herculis, Zanthoxylum hirsutum), Ptelea trifoliata, Ruta graveolens, Casimiroa edulis, Dictamnus albus, Amyris elemifera.

## Écologie et distribution
Il réside en Amérique depuis le sud du Canada, au Québec, dans le centre le sud et l'est des États-Unis (mais il est absent du nord-ouest), au Mexique, au Panama et en Colombie ainsi qu'aux Bermudes,.

### Biotope
Il réside dans les prés en lisière de bois.

### Protection
Pas de statut de protection particulier.